# Брок, Тони
Тони Брок (англ. Tony Brock; р. 31 марта 1944, Пул, графство Дорсет, Великобритания) — британский рок-барабанщик, наиболее известный как участник и один из основателей AOR-группы The Babys.

## Биография
Тони Брок родился в городе Пул, графстве Дорсет, 31 марта 1944 года. Изначально он был барабанщиком группы Spontaneous Combustion, впервые сев за ударными в 1972 году. На момент прихода в группу ему было 28 лет.
Кроме него, в состав входили: Гэри Маргеттс (гитара/вокал) и его брат, басист/бэк-вокалист, Трис. Вместе со «Spontaneous» Брок участвовал на трёх альбомах, пока группа не распалась.
5 сентября 1975 года он был основателем мейн-рок-группы «The Babys». С 1976—1979 года «The Babys» были одной из самых коммерчески успешных групп.
За время своего пребывания в группе он пользовался уважением своих коллег-музыкантов, и с тех пор аккомпанировал Роду Стюарту, Рою Орбисону, Джимми Барнсу и Элтону Джону.
Существует несколько клипов с его взрывными барабанными соло во время концертов Рода Стюарта и Джимми Барнса.
Во время своего пребывания в Австралии он был частью Первого хора XI в хит-сингле «The Twelfth Man Marvellous!».
У Брока есть собственная студия, где он специализируется на разработке и производстве музыки.